# Жоан Миро
Жоан Миро и Фера (на каталонски: Joan Miró i Ferrà) е каталонски художник и скулптор – сюрреалист.
Той е един от значимите представители на абстрактното и сюрреалистично направление в изкуството на XX век. Вдъхновил значителен брой художници, в това число и създатели на комикси и анимационни филми. Съдействал за възникването и развитието на важни художествени течения, появили се в Испания, Япония, Франция и Съединените щати.

## Биография
Жоан Миро е роден на 20 април 1893 г. в Барселона, Испания. След успешното си обучение в художествена школа през 1910 г. той започва работа като помощник-счетоводител. През 1912 г. получава разрешение да посещава класа на Франческо Гали в художественото училище La Lonja. През 1918 г. на Миро е обещана първата самостоятелна изложба. Вдъхновен от тази перспектива той започва стремително да рисува.
През 1920 г. Миро заминава за Париж, където се запознава с Пабло Пикасо. Монпарнас, с неговите поети и писатели помагат на художника да развие уникалния си стил. Когато през 1924 г. Андре Бретон публикува „Манифест на сюрреализма“ това оказва значително влияние върху Миро. Един от основните принципи на сюрреализма, свързан с използването на образи от сънищата и на въображаеми пейзажи, става източник на вдъхновение за художника.
В зрелите му години стилът му се разпъва между чудноватите и поетични импулси и жестокостта на модерния живот. В свои интервюта от 30-те години Миро изразява презрението си към конвенционалните методи на рисуване, както и своето желание да ги „убие“ за благото на съвременните средства на изразяване. Без да е официален член на сюрреалистичното движение, Жоан Миро има свободата да експериментира с всички артистични стилове без да прави компромиси с позициите си. Преследва свои собствени интереси в артистичния свят, не робува на различни художествени течения и запазва своята автономия, която му позволява да твори в разнообразни сфери. Създава предимно литографии както и многочислени пана, стенописи, скулптури, керамика, витражи, а в последните си години прокарва и радикални идеи за четириизмерни изображения.
Жоан Миро е един от най-продаваните съвременни художници. Неговите абстрактни композиции привличат декораторите и често се използват за украса на банкови офиси и богаташки вили по Лазурния бряг.
През 1976 г. в Барселона е открита фондация „Жоан Миро“, която се превръща в център за изучаване на съвременното изкуство. Художникът умира в Палма де Майорка на 25 декември 1983 г.
Много от творбите му са изложени във Фондация „Жоан Миро“ в Барселона. Стойността на всяка от тях варира от 250 000 до 8 милиона щатски долара.

## Галерия
- Мозайка от Жоан Миро на Ла Рамбла в Барселона
- „Фондацията Жоан Миро“ в Барселона
- Grande Maternité (Голямо майчинство), 1967, Бронз, Сан Франциско
- L’Oiseau lunaire (Лунна птица), 1967, Бронз, Museo Reina Sofía, Мадрид
- Femme (Жена), 1970, Бронз, Пред музей Фридерик Бурда, Баден Баден
- Femme ("Жена"), 1970, Бронз, в „Parc de la Mar“ в Палма
- Personnage („Фигура“), 1970, Бронз, Спулптурна градина Доналд М. Кендал, Purchase, New York
- Personnage et oiseau, Бронз, 1971, Дуизбург
- Personnage („Фигура“), 1972, Рисуван бронз, Hakone Open Air Museum, Япония
- Personnage gothique („Божествена фигура“), 1976, бронз, във фондация Миро, Палма
- Femme („Жена“), бронз, 1981, Кметството на Барселона